# Betelgeuse
Betelgeuse (Alpha Orionis, scris și α Orionis) este a doua stea ca strălucire din constelația Orion. Este o stea variabilă semiregulată, localizată la 640 ani-lumină depărtare de Pământ. Deși conform descrierii Bayer este cotată ca Alpha, ea nu este la fel de strălucitoare ca și Rigel (Beta Orionis). Steaua face parte din Triunghiul de Iarnă. 
Până la sfârșitul lui decembrie 2019, a fost a noua stea ca strălucire de pe bolta cerească. La sfârșitul lui decembrie 2019 este a 33-a cea mai strălucitoare de pe bolta cerească. Au apărut speculații că Betelgeuse ar putea fi pe punctul de a deveni o supernovă, deși astronomii au remarcat că acest lucru nu este de așteptat să se producă decât peste aproximativ 100.000 de ani. 
Betelgeuse este o supergigantă roșie, una dintre cele mai mari cunoscute. Dacă ar fi plasată în centrul Sistemului Solar, suprafața sa externă s-ar extinde până undeva între orbitele lui Marte și Jupiter.

## Etimologie
Etimologia cuvântului arab Betelgeuse nu este clară. O ipoteză este sensul de „Mâna lui Orion”.
O altă opinie consideră că denumirea „Betelgeuse” provine din arabă يد الجوزا, transcrisă: yad al-jawzāʾ, un termen de origine arabă preislamică, și care semnifică „mâna lui al-jawzāʾ ”. Originea cuvântului al-jawzāʾ  este veche, ea precedă traducerea de către arabi a lucrărilor grecești, iar semnificația sa este obscură. Termenul face referință la un personaj feminin, și derivă probabil dintr-o rădăcină care semnifică „la mijloc”. Ar fi putut desemna în Arabia antică o constelație care ar acoperi stelele actualei constelații Orion, și face referință la poziția centrală a acesteia pe Bolta Cerească. După traducerea lucrării Almageste, termenul este utilizat de astronomii musulmani, în concurență cu alte denumiri, atât pentru desemnarea constelației Orion, cât și pentru desemnarea constelației Gemenii.

## Triunghiul de Iarnă

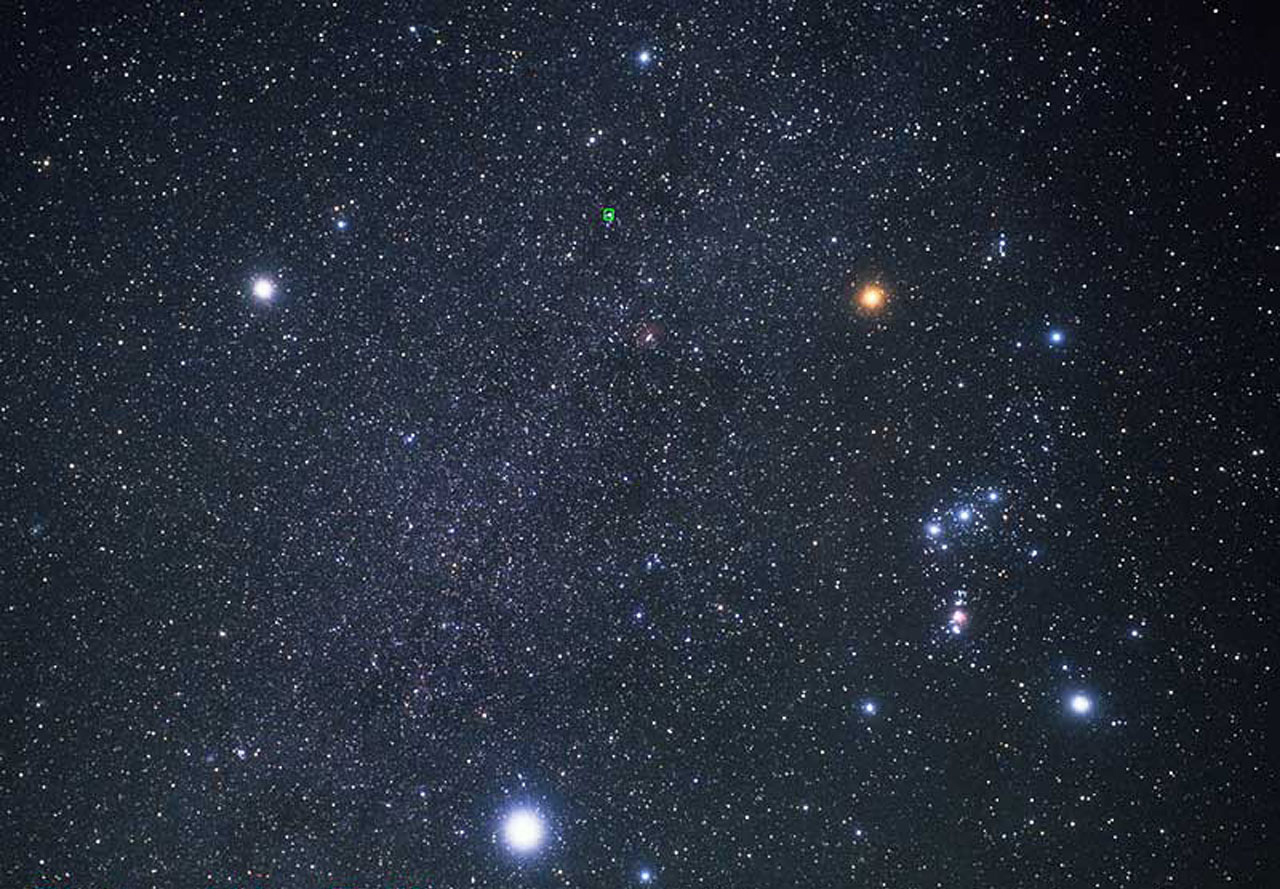
Triunghiul de Iarnă: stânga sus: Procyon, dreapta sus: Betelgeuse, jos: Sirius.

Betelgeuse constituie unul din vârfurile asterismului Triunghiul de Iarnă, celelalte vârfuri fiind reprezentate de Procyon și, respectiv, de Sirius.

## Soartă
Este posibil ca Betelgeuse să explodeze într-o supernovă . Acesta ar fi probabil cel mai spectaculos fenomen astronomic de acest tip și ar lumina cerul nopții mai puternic decât o lună plină. Având în vedere mărimea și vârsta sa de 8,5 millioane de ani, vârstă avansată pentru clasa sa, steaua ar putea exploda în următoarea mie de ani. Deoarece axa sa de rotație nu este orientată spre Pământ, supernova nu va provoca o explozie de raze gamma suficient de mare în direcția Pământului pentru a afecta ecosistemul.
Masa lui Betelgeuse este suficient de mare pentru a lăsa în urma sa o stea neutronică sau, eventual, o gaură neagră.
O scădere semnificativă a luminozității a fost observată la Betelgeuse din octombrie 2019. În februarie 2020, luminozitatea stelei a trecut printr-un minimum de +1,61 mag, timp în care luminozitatea sa a scăzut la puțin sub 40% din valoarea medie. El a părut mai slab ca niciodată de când au început observații precise. În acel moment, 20 de stele i-au depășit strălucirea. De obicei, Betelgeuse, ca o stea variabilă, este una dintre cele zece stele cele mai strălucitoare de pe cerul nocturn.Scăderea semnificativă a luminozității a fost inițial interpretată diferit de oamenii de știință. Unii au văzut-o drept „o suprapunere aleatorie a minimelor mai multor cicluri obișnuite de luminozitate”, alții au interpretat-o ca un semn al unei supernove iminente de colaps nucleare. Înregistrări comparative cu Telescopul Foarte Mare (VLT) al Observatorului European Austral arată schimbările din Betelgeuse în ceea ce privește atât luminozitatea, cât și forma sa externă între ianuarie și decembrie 2019. 
In 2023 intensitatea luminoasă a stelei a crescut cu 140%, fapt ce sugerează că Betelgeuse este posibil să fi explodat deja, dar să-i sesizăm supernova abia acum după vreo 650 ani de la momentul fatal. 

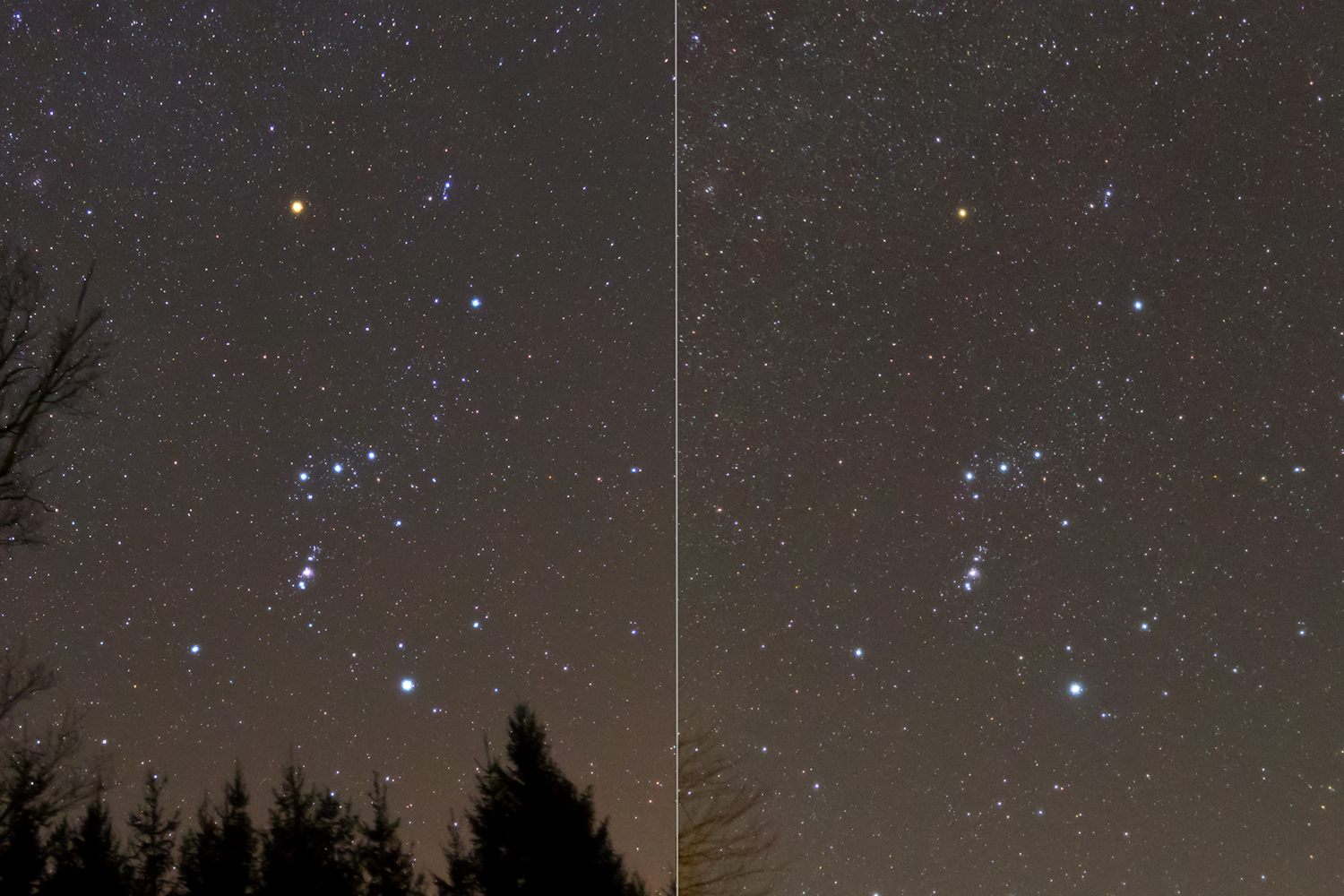
Constelația Orion cu Betelgeuse în luminozitatea obișnuită (stânga) și în timpul scăderii neobișnuite a luminozității la începutul anului 2020 (dreapta).
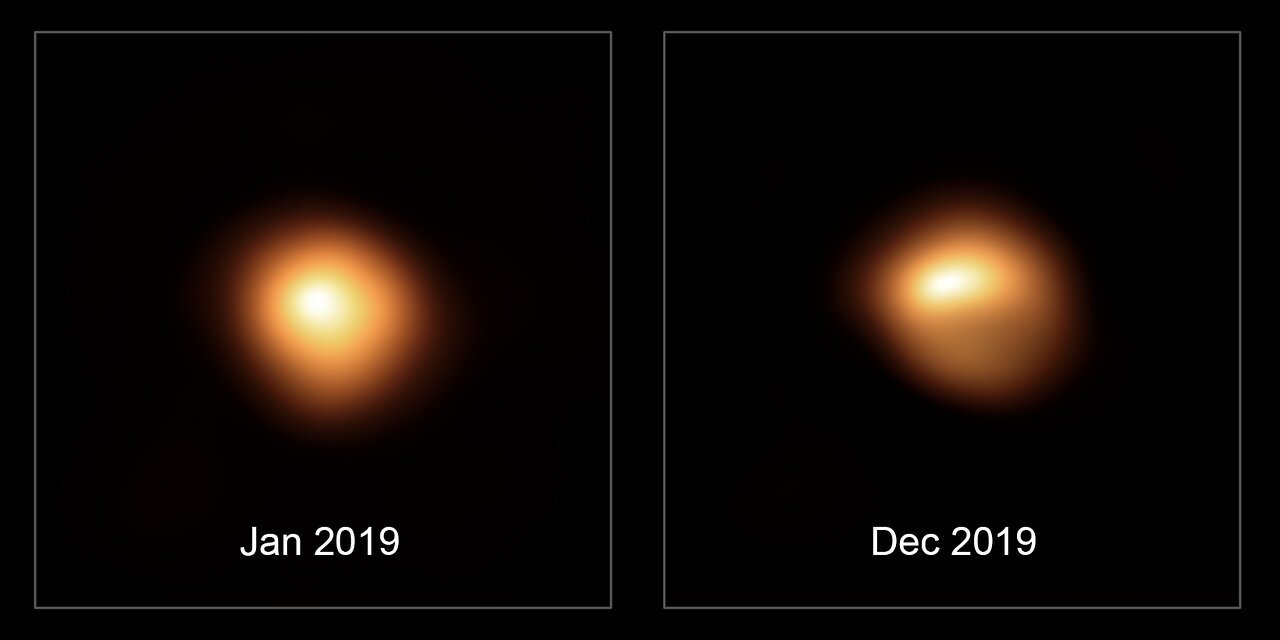
Imaginile lui Betelgeuse în ianuarie și decembrie 2019, luate cu Very Large Telescope al European Southern Observatory.

## În cultura populară
- Douglas Adams, autorul seriei best-sellerelor Ghidul autostopistului galactic, a creat un personaj cu numele Ford Prefect, ziarist pentru numitul Ghid și nativ al unei mici planete din preajma lui Betelgeuse.
- Tot în jurul lui Betelgeuse gravitează Planeta maimuțelor de Pierre Boulle.
- Betelgeuse este sediul unui straniu guvern galactic în romanul Le Gambit des étoiles de Gérard Klein (1958).
- Betelgeuse este o planetă pe orbită în jurul stelei cu același nume în Lumile lui Aldebaran, bandă desenată de Léo.
- Bételgeuse este versiunea franțuzită a numelui Beetlejuice pentru ieșirea pe ecranele din Québec a filmului eponim. Tot așa este ortografiat în film numele bioexorcistului.
- Betelgeuse este numele unui personaj din Light Novel japonez Re:Zero Kara Hajimeru Isekai Seikatsu scris de Tappei Nagatsuki.